# Saint-Julien-en-Beauchêne
 Saint-Julien-en-Beauchêne  es una población y comuna francesa, situada en la región de Provenza-Alpes-Costa Azul, departamento de Altos Alpes, en el distrito de Gap y cantón de Aspres-sur-Buëch.

## Demografía
| 181 | 139 | 101 | 114 | 120 | 108 |
| Para los censos de 1962 a 1999 la población legal corresponde a la población sin duplicidades (Fuente: INSEE [Consultar]) |     |     |     |     |     |